# Bastian Reinhardt
Bastian Reinhardt (19 de noviembre de 1975) es un entrenador y exfutbolista alemán, se desempeñaba como defensa central y se retiró en 2010 jugando para el Hamburgo SV. Actualmente es segundo entrenador del VfB Lübeck.

## Clubes
| Club              | País     | Año         |
| ----------------- | -------- | ----------- |
| Hannover 96       | Alemania | 1997 - 2000 |
| Arminia Bielefeld | Alemania | 2000 - 2003 |
| Hamburgo SV       | Alemania | 2003 - 2010 |